# 타타라 잉굴다이
타타라 잉굴다이(만주어: ᡨᠠᡨᠠᡵᠠ
ᡳᠩᡤᡡᠯᡩᠠᡳ, 중국어 간체자: 他塔喇 英俄尔岱, 정체자: 他塔喇 英俄爾岱, 병음: Tatara Inggūldai, 1596년 ~ 1648년 2월 24일)는 청나라의 장수이다. 한국어권에는 이름을 한자로 음차한 용골대(한국 한자: 龍骨大)로 더 잘 알려져 있다. 병자호란 당시 조선에 침입하여, 남한산성에 피신한 인조의 항복을 받아낸 삼전도의 굴욕 사건으로 유명하다.
만주 정백기(正白旗) 타타라 가문 출신이다.

## 생애 초반
잉굴다이는 집안 대대로 자쿠무(현재의 요녕성 무순 동남쪽 일대)에 거주했는데 그의 조부인 다이투쿠하리가 누르하치에게 귀순하였다. 잉굴다이는 용맹이 뛰어나서 젊은 시절부터 크고 작은 전투에 참가하여 니루이 어전(niru-i ejen, 牛祿 額眞)으로 승진하였으며 누르하치를 따라다니면서 크고 작은 공을 세워갔으며 특히 1621년 요양, 심양전투에 참전하여 결정적인 공을 세움으로 인하여 그 공로로 참장(參將)으로 승진했다. 하지만 그해 말 사고에 연루되어 비어(備御)로 강등당하지만 이에 굴하지 않고 천명 8년(1623년)에 무훈을 세워 삼등유격으로 진급했다. 그 이후 천명 10년(1625년)에 무훈을 또한번 더 세워 삼등참장으로 승진한 후 참수형을 당할 일이 생길때 1번 면제받을 수 있는 권한을 부여받는 등 청나라 황제로부터 엄청난 총애를 받았다.

## 병자호란
잉굴다이는 청 태종 홍타이지의 신뢰를 바탕으로 조선과 청을 오가며 끊임없이 양국의 외교를 조율했으며 때로는 온화하게 때로는 과격하게 조선조정을 주물렀다. 차하르 몽골원정 때 대원옥새를 발견하여 홍타이지에게 바쳐 공을 인정받기도 하였다.
1635년, 칭제건원을 조선에게 통보하기 위해 인열왕후의 조문사절단을 맡은 마부대와 함께 조선으로 들어왔다가 격앙된 조선조정이 사신단의 처형까지 논의하기에 이르자 당황하여 민가의 말을 빼앗아 겨우 본국으로 돌아간 적이 있었다.
이어 병자호란때 병력을 이끌고 조선으로 들어와 남한산성을 포위하고 마부대와 함께 조선조정과의 협상을 담당하면서 명성을 떨쳤다. 이후 청나라의 조선 길들이기 정책에 큰 영향을 발휘하면서 조선에 큰 인상을 남겼다. 그의 조선 출신 통역관 정명수는 용골대의 권세를 등에 업고 조선에서 악행을 저질러서 증오와 분노를 사기도 했다.

## 등장 작품
- 남한산성 (드라마) (1986년, MBC) - 배우 : 나영진
- 일지매 (2008년, SBS) - 배우 : 전헌태
- 추노 (2010년, KBS2) - 배우 : 윤동환
- 삼총사 (2014년, tvN) - 배우 : 김성민
- SNL게임즈 - 카스2 병자호란 (2014년, tvn) - 임요환
- 화정 (2015년, MBC) - 배우 : 김태한
- 남한산성 (영화) (2017년) - 배우 : 허성태
- 연인 (2023년) - 배우 : 최영우

## 같이 보기
- 조선 광해군
- 조선 인조
- 홍타이지
- 누르하치
- 병자호란
- 삼전도의 굴욕